# Ira (zespół muzyczny)
Ira (łac. ira ‘gniew’), zapis stylizowany IRA, logotyp stylizowany iRA – polski zespół rockowy założony w 1987 w Radomiu przez gitarzystę Kubę Płucisza. Poza pop-rockiem i hard rockiem grał też łagodniejszą odmianę heavy metalu i glam metalu w latach 90. XX wieku, a od 2002 roku wykonuje m.in. rock alternatywny i post grunge.
Zespół debiutował fonograficznie w 1989 roku albumem pt. Ira, który zdobył umiarkowane zainteresowanie słuchaczy. Kolejne płyty – Mój dom i 1993 rok oraz koncertowa Ira Live – osiągnęły łączny nakład sięgający wielu tysięcy egzemplarzy, co pozwoliło grupie awansować do czołówki polskiego rocka. Zespół wystąpił na wielu największych festiwalach rockowych w kraju, m.in. trzykrotnie na Festiwalu w Jarocinie, na Przystanku Woodstock oraz na Festiwalu Odjazdy. Utwory z płyt zadebiutowały na Liście przebojów Programu III Polskiego Radia. W maju 1994 roku Ira supportowała Aerosmith podczas koncertu zespołu w Warszawie.
W drugiej połowie lat 90. zespół radykalnie zmienił stylistykę muzyczną, a płyta pt. Znamię z 1994 roku zawierała mocniejsze brzmienia, zahaczające m.in. o thrash metal. Materiał nie przypadł fanom do gustu, a zespół zaczął coraz mniej koncertować. Wydana we wrześniu 1995 roku płyta pt. Ogrody, mimo że była powrotem do brzmień zbliżonych z płyty Mój dom, również nie przekonała słuchaczy. 1 września 1996 roku z zespołu odszedł Kuba Płucisz, a parę miesięcy później grupa zawiesiła działalność.
Zespół powrócił na scenę muzyczną pod koniec 2001 roku. Od tego momentu nagrał cztery albumy studyjne oraz jeden koncertowy, będący zapisem jubileuszowego koncertu z okazji 15-lecia istnienia zespołu, który odbył się w 2003 roku w MKO „Amfiteatr” w Radomiu. W 2002 roku został nominowany do Fryderyków za album Tu i teraz, a dwa lata później za album Ogień. W listopadzie 2003 roku supportował hardrockowy zespół Def Leppard podczas dwóch koncertów w Polsce.

## Nazwa
Pomysłodawcą nazwy zespołu był gitarzysta i założyciel zespołu Kuba Płucisz. Będąc jeszcze w liceum, uczył się języka łacińskiego, a nazwę „ira” (łac. gniew) wymyślił w 1981 roku dla swego ówczesnego zespołu. Chciał, aby nazwa składała się z trzech liter (gdyż w tamtym okresie był wielkim fanem heavymetalowego zespołu TSA) oraz żeby nazwę zespołu łatwo skandowało się na koncertach przez publiczność. Z początku zespół często podkreślał w wywiadach, że to właśnie gniew jest dla nich energią potrzebną do grania muzyki rockowej.
Zespół dość często był mylnie kojarzony z Irlandzką Armią Republikańską, której skrót brzmi dokładnie tak samo jak nazwa zespołu. Z tego powodu został odwołany koncert zespołu w Londynie, który miał się odbyć w 2006 roku w ramach „Polish Festival London 2006”. Obawiano się, że nazwa zespołu zostanie źle odebrana i wywoła niepokój.

## Historia zespołu

### 1987–1989: Początki
Początki zespołu sięgają 22 maja 1987 roku, kiedy to w radomskim klubie Mewa wokalistę Artura Gadowskiego występującego ze swym zespołem Landrynki dla Dziewczynki na „Przeglądzie Kapel Rockowych” wypatrzył Kuba Płucisz. W październiku Płucisz zaproponował wokaliście wspólne próby z jego zespołem, które odbywały się w domu kultury „Amfiteatr” w Radomiu. Poza Gadowskim i Płuciszem, w pierwszym składzie zespołu znaleźli się też perkusista Wojciech Owczarek, który grał w poprzednim zespole Płucisza, basista Dariusz Grudzień i klawiszowiec Grzegorz Wawrzeńczyk.

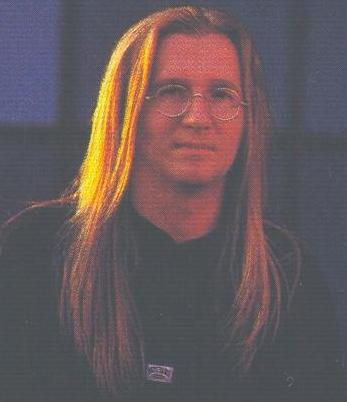
Kuba Płucisz, założyciel grupy podczas sesji dla prasy

W pierwszych tygodniach działalności napisali balladę „Zostań tu” oraz dwa inne utwory, z którymi zgłosili się do eliminacji miejskich do Ogólnopolskiego Młodzieżowego Przeglądu Piosenki w Łodzi. Pomyślnie przeszli przez kolejne okręgowe etapy, ostatecznie zakwalifikowali się do finałowej „dziesiątki”. W styczniu 1988 roku otrzymali wyróżnienie na przeglądzie, a podczas koncertu zauważył ich Kuba Wojewódzki, dziennikarz wówczas pracujący dla III Programu Polskiego Radia. W lutym zespół zrealizował pierwsze profesjonalne nagrania w Radiu Kielce, a w maju został laureatem „Złotej Dziesiątki” na finałach „OMPP” we Wrocławiu. Dzięki sukcesowi na łódzkim przeglądzie piosenki otrzymali możliwość występu w koncercie „Debiutów” podczas 25. Krajowego Festiwalu Piosenki Polskiej w Opolu, na którym wykonali piosenkę „Zostań tu”, a Gadowski otrzymał nagrodę ZAKR za debiut estradowy.
W sierpniu 1988 roku pod okiem Rafała Paczkowskiego nagrali w warszawskim Studiu S-4 dwa utwory: „Zostań tu” i „Twój cały świat”. W listopadzie zdobyli główną nagrodę na przeglądzie Prezentacja-Estrada 88, którą wręczył ich prof. Aleksander Bardini. Jeszcze w tym samym miesiącu grupę opuścił Grzegorz Wawrzeńczyk, a nowym gitarzystą został Tomasz Bracichowicz. W grudniu w nowym składzie wyruszyli jako reprezentacja Radomskiego Ośrodka Kultury do ZSRR, gdzie zagrali kilka koncertów w Moskwie, Kownie oraz Wilnie w ramach Międzynarodowego Festiwalu Młodzieży Artystycznej Krajów Socjalistycznych „Moskwa 88” W kwietniu 1989 roku pod okiem Jarosława Regulskiego nagrali w Studiu S-4 utwory „Srebrne sny”, „Odsłoń twarz” i „Zostań tu”, które zarejestrowali na potrzeby programu Premie i premiery. W czerwcu wystąpili z piosenką „Odsłoń twarz” na 26. KFPP w Opolu. Po festiwalu przyjęli propozycję nagrania debiutanckiej płyty od przedsiębiorstwa Pronit.

### 1989–1990: Pierwsza płyta
Album zarejestrowany był w studiu CCS należącym do Waltera Chełstowskiego, który sfinansował nagrania. Zespół chciał, aby realizatorem nagrań był Jarosław Regulski, jednak właściciela studia nie stać było na jego opłacenie. Płyta nagrywana była w listopadzie 1989. Podczas nagrywania płyty sekcję perkusji zastąpiono automatem perkusyjnym. Muzycy pod koniec ostatniej sesji nagraniowej nie byli zadowoleni z efektów pracy.
Premiera albumu pt. Ira odbyła się w grudniu 1989 roku. Płyta była zbiorem piosenek zdradzających fascynację zespołu komercyjną odmianą amerykańskiego heavy metalu spod znaku Bon Jovi i Mötley Crüe. Po zakończeniu sesji w zespole nastąpiła kolejna zmiana personalna: grupę opuścili basista Dariusz Grudzień i klawiszowiec Tomasz Bracichowicz, których miejsce zajęli Piotr Sujka i Jarosław Zarychta. Debiutancka płyta nie odniosła sukcesu i przeszła bez większego echa. Na początku 1990 roku muzycy nakręcili teledysk do utworu „Wszystko mogę mieć”, który nagrali również w wersji angielskiej. Na przełomie kwietnia i maja 1990 roku odbyli trasę koncertową po ZSRR, gdzie zostali wysłani przez Pagart. W sierpniu 1990 roku zatrudnili drugiego gitarzystę Pawła Matrackiego, z którym wystąpili na Festiwalu w Sopocie, gdzie zaprezentowali anglojęzyczne wersje utworów „Wszystko mogę mieć” i „Mów do mnie”.
Pod koniec 1990 roku zaczęli pisać piosenki na drugą płytę oraz regularnie grali w kawiarni muzycznej przy radomskim „Amfiteatrze”, a poza własnymi utworami grali covery artystów, takich jak Bryan Adams, The Beatles, Kiss, AC/DC czy Steviego Wondera.

### 1991–1993:Mój dom,1993 rok,Live
Materiał na drugi album zrealizowali w Studiu S4/6, nagrania zrealizował Leszek Kamiński. W tym czasie Kuba Płucisz spotkał Piotra Łukaszewskiego, ówczesnego gitarzystę zespołu Skawalker, który przyjął zaproszenie do gościnnego występu na albumie, a ostatecznie został nowym muzykiem Iry, zajmując miejsce Pawła Matrackiego. W styczniu 1991 roku zespół opuścili także klawiszowiec Jarosław Zarychta. Nagrania płyty trwały niecały miesiąc, a podczas sesji oprócz autorskiego materiału nagrany został cover zespołu The Beatles „Come Together” z gościnnym udziałem Grzegorza Kupczyka, Czesława Niemena, Grzegorza Skawińskiego i Janusza Pyzowskiego. Utwór miał się ukazać na płycie w formie bonusu, lecz ostatecznie nie znalazł się na płycie. Pod koniec kwietnia materiał na płytę był już gotowy. Kilka utworów z płyty pochodziło z niezarejestrowanej twórczości zespołów Łukaszewskiego, stąd na okładce płyty pojawiły się nazwiska Pyzowskiego czy Kraszewskiego. Grupę sponsorowało przedsiębiorstwo LUZ, dzięki czemu do piosenek z albumu mogły powstać teledyski; klip do utworu „Mój dom” zrealizował Kuba Wojewódzki.
Premiera płyty Mój dom odbyła się w połowie czerwca 1991 roku. Album ukazał się nakładem radomskiego przedsiębiorstwa fonograficznego Kontakt, który jednak parę tygodni później zrezygnował z wydawania płyty, tłumacząc decyzję problemami z dystrybucją. Zespół nawiązał współpracę z krakowską wytwórnią Top Music, która wznowiła produkcję płyty oraz w 1992 roku wydała reedycję pierwszej płyty, która tym razem ukazała się także na CD. Album Mój dom sprzedał się w ponad 500 tys. egzemplarzy, zyskując najpierw miano złotej, a następnie platynowej płyty. Promujące płytę single „Mój dom”, „Nadzieja” i „Nie zatrzymam się” dotarły do czołowych miejsc Listy Przebojów Programu Trzeciego, odpowiednio do 6., 2. i 1. miejsca notowania. 3 sierpnia 1991 roku zespół zadebiutował na Festiwalu w Jarocinie, grając recital na małej scenie. Ira była pierwszym zespołem, który na początku lat 90. związał się ze sponsorami pomagającymi w zakupie dobrego sprzętu oraz finansowaniu trasy i nagrań. Głównym sponsorem grupy zostało przedsiębiorstwo Mustang Poland. W 1991 roku Ira zagrała ponad 100 koncertów.
Na początku 1992 roku wyruszyli w trasę koncertową promującą płytę. 7 marca w Sali Kongresowej w Warszawie odbyło się podsumowanie plebiscytu „Brum Top” – Ira znalazła się w trójce najlepszych zespołów. 1 maja zagrali koncert w klubie Fugazi w ramach imprezy „50 rock’n’roll”, a 11 lipca m.in. wraz z grupą Wilki wystąpili na warszawskiej Agrykoli w koncercie przeciwko piractwu fonograficznemu. 8 sierpnia ponownie zaprezentowali się na jarocińskim festiwalu, na którym zagrali własne utwory „Mój dom”, „Płonę”, „Bierz mnie”, i „Nadzieja”, jak też covery: „Oni zaraz przyjdą tu” Breakoutu, „Come Together” Beatlesów oraz „Hey Joe” Jimiego Hendriksa. 19 września zagrali podczas ostatniego dnia festiwalu „Klejnoty polskiego Rocka”. 7 listopada wystąpili jako support przed metalowym zespołem Paradise Lost oraz Tiamat; jak powiedział później w wywiadzie Gadowski, support tego pierwszego był „stylową pomyłką”. Łącznie zagrali ponad 100 koncertów w 1992 roku.
3 stycznia 1993 roku wystąpili w warszawskim klubie Stodoła podczas koncertu w ramach pierwszego finału Wielkiej Orkiestry Świątecznej Pomocy. W trakcie wydarzenia ich piosenka „Nadzieja” stała się oficjalnym hymnem WOŚP. Zespół odbył też trasę koncertową WOŚP wraz z Proletaryatem oraz Kobranocką. Podczas trasy wzięli udział w nagraniu utworu „Wiara”, w którym poszczególne wersy zaśpiewali m.in. Czesław Niemen, Grzegorz Skawiński, Andrzej Krzywy, Maryla Rodowicz i Edyta Bartosiewicz. 20 stycznia zakończyli trasę koncertową, po czym rozpoczęli pracę nad materiałem na trzeci album. W okresie od 20 stycznia do 8 lutego napisali prawie wszystkie utwory, a od 8 lutego do końca marca nagrali je w studiu S-4. Produkcję i realizację albumu ponownie powierzono Leszkowi Kamińskiemu, a rolę naczelnego kompozytora przejął Piotr Łukaszewski. Początkowo album miał nosić nazwę Sex (od jednego z utworów), lecz ostatecznie zmieniono nazwę na 1993 rok. 7 marca wystąpili na gali podsumowującej plebiscyt „Brum-Top 93”, w którym zajęli drugie miejsce, ustępując jedynie zespołowi Wilki. Premiera kasety 1993 rok odbyła się 16 kwietnia 1993 roku, natomiast CD została wydana pod koniec maja. Album ukazała się nakładem przedsiębiorstwa Top Music. Brzmienie płyty było znacznie cięższe niż na poprzednim albumie, co jednak nie przeszkodziło w odniesieniu kolejnego wielkiego sukcesu, a utwory „Sen”, „Sex”, „Wiara”, „Deszcz” czy „Wyznanie” znalazły się na czołowych miejscach list przebojów. Po premierze albumu Ira ponownie wyruszyła w trasę koncertową. RMF FM z okazji urodzinowego koncertu Gadowskiego, który się odbył 1 czerwca w Krakowie, wydał kasetę, która zawierała materiał z płyty 1993 rok oraz utwór „Wiara” nagrany razem z gośćmi w formie bonusu. 23 czerwca Ira wystąpiła podczas koncertu „Dzień rocka” w ramach 30. KFPP w Opolu. Koncert grupy cieszył się bardzo dużym zainteresowaniem, a publiczność chóralnie wraz z Gadowskim śpiewała utwory z repertuaru zespołu. 7 sierpnia po raz trzeci zaprezentowali się na Festiwalu w Jarocinie, gdzie zaprezentował utwory z dwóch ostatnich albumów; podczas wykonywania „Wiary” na scenie niespodziewanie wszedł Muniek Staszczyk, który towarzyszył im podczas występu. Jeszcze w 1993 Ira zagrała na Międzynarodowym Zlocie motocyklistów „Mountain Bike Festival” w Myślcu.
Jesienią 1993 roku zagrali koncert w warszawskim studiu telewizyjnym S-1. Występ został zarejestrowany i wydany 24 grudnia w formie albumu koncertowego pt. Ira Live. Na płycie znalazło się 18 utworów, w tym cztery covery („Oni zaraz przyjdą tu” Breakoutu, „Come Together” Beatlesów, „Hey Joe” Jimiego Hendriksa i „Honky Tonk Woman” Rolling Stonesów). Podczas koncertu zagrano jeszcze m.in. „Highway to Hell” AC/DC i „Knocking on Heaven’s Door” Boba Dylana, ale te utwory nie zostały zamieszczone na płycie. Wydawcą płyty było przedsiębiorstwo Akar, którego współwłaścicielem był Kuba Płucisz. Płyta powtórzyła sukces poprzednich dwóch albumów, zyskując status platynowej płyty dzięki sprzedaży w nakładzie ponad 100 tys. egzemplarzy. 20 listopada wystąpili na corocznie odbywającym się festiwalu Odjazdy w katowickim Spodku. Oprócz występów festiwalowych, w 1993 roku zagrali ponad 150 koncertów w Polsce.

### 1994:Znamię
Rok 1994 Ira rozpoczęła kolejną serią koncertów. W styczniu zagrali dla WOŚP w łódzkim klubie West Side, następnie pojawili się w Radomiu na „Inwazji Mocy RMF”, a także z grupą Skawalker w koncercie „Remont” w warszawskiej Stodole. 23 kwietnia zagrali koncert z cyklu „Bez prądu” w studiu Polskiego Radia w Łodzi, wykonali utwory „Mój dom”, „Nie zatrzymam się”, „California”, „Ona”, „Deszcz” oraz „Nadzieję” w wersjach akustycznych. Gościnnie na koncercie w duecie z Gadowskim w dwóch utworach zaśpiewał Tomasz Olejnik z Proletaryatu. 6 maja wystąpili w koncercie „Dwa Światy” w Filharmonii Pomorskiej w Bydgoszczy, a wraz z orkiestrą symfoniczną Grzegorza Daronia wykonali utwory: „Deszcz”, „Bierz mnie” oraz „Mój dom” w nowej aranżacji. Był to pierwszy w Polsce oraz na świecie koncert, podczas którego grupy rockowe grały z orkiestrą symfoniczną, wykorzystując tylko instrumentarium akustyczne. 29 maja supportowali zespół Aerosmith podczas koncertu na stadionie Gwardii Warszawa. Ira pozostawiła po sobie dobre wrażenie, szczególnie na muzykach grupy Aerosmith.

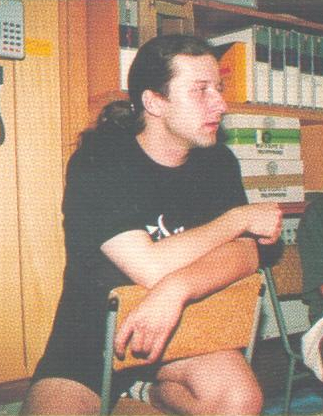
Wojtek Owczarek podczas prac nad płytą Znamię w 1994

Po zakończeniu trasy koncertowej cały lipiec oraz sierpień spędzili w warszawskim studiu S-4, nagrywając materiał na nowy album. Produkcje oraz realizację płyty powierzono ponownie Leszkowi Kamińskiemu. Album pt. Znamię ukazał się nakładem przedsiębiorstwa Top Music 1 września 1994 roku, tego samego dnia odbył się koncert promocyjny w warszawskim klubie „Stodoła”. 9 września ukazał się singel, na który wybrano dwa utwory „Znamię” oraz „Nie wierzę”. Na płycie zespół odszedł od charakterystycznego hardrockowego stylu na rzecz cięższych brzmień z pogranicza hardcore’u i thrash metalu, co wzbudziło mieszane reakcje wśród odbiorców i krytyków. Na albumie znalazło się dziewięć premierowych kompozycji oraz dwa bonusy koncertowe z 1993 roku. W utworze „Na zawsze” wykorzystano sample cyfrowej orkiestry smyczkowej pod batutą Macieja Świtońskiego. Jedną z głównych inspiracji muzycznych podczas nagrywania tej płyty były zespoły Metallica oraz Biohazard. W listopadzie 1994 roku zespół odebrał z rąk wytwórni złotą płytę za album Znamię. Mimo sukcesu płyta nie miała już tak dużego powodzenia jak poprzednie. Obniżała ona znacznie wysoką dotychczas pozycję zespołu na rynku muzycznym. Na przełomie września i października zespół odbył trasę promującą płytę. Podczas tej trasy, we wrześniu zespół wystąpił gościnnie na obchodach 10-lecia istnienia grupy Piersi w Niemodlinie, a także zagrał podczas koncertu „Rewelacje 94” we Wrocławiu.
W tym samym okresie ukazał się film dokumentalny Ira & Ira, będący formą wywiadu z zespołem, w którym muzycy w formie monologów (przerywanych wypowiedziami ich współpracowników, przyjaciół i dziennikarzy muzycznych) opowiadali o dotychczasowej historii zespołu. Ślad po tym filmie pojawił się także w jednym z odcinków serialu Radio Romans, w którym to Ira pojawia się w studiu radiowym i informuje „radiosłuchaczy” o tym, że nagrywa film o sobie. Płyta Znamię okazała się mało popularna, a zespół zaczął tracić na popularności. W tym samym roku Gadowski został nagrodzony przyznaniem mu tytułu „Symbol seksu 94” przez jeden z najpopularniejszych programów muzycznych „Rock Noc”.

### 1995–2001:Ogrody, zawieszenie działalności
W 1995 roku podpisali pięcioletni kontrakt z wytwórnią muzyczną Zic Zac. Od 12 czerwca do 30 lipca pracowali nad materiałem na piątą płytę, którą nagrali w warszawskim studiu S-4 przy współpracy z Leszkiem Kamińskim. 16 lipca zagrali na pierwszym Przystanku Woodstock w Czymanowie oraz wystąpili na „Marlboro Rock-in'95”. W sierpniu zagrali tylko trzy koncerty, a kiedy odpoczywali po sesji nagraniowej do płyty, Gadowski prowadził w telewizji program Fiks.
Przed wydaniem płyty wydali singel zawierający piosenki „Światło we mgle” i „Jeden”, do pierwszej z nich nakręcili teledysk. Album pt. Ogrody miał premierę 28 września 1995 roku. Muzycy na tej płycie próbowali wrócić do brzmienia zbliżonego z albumu Mój dom, a utwory zostały zachowane w stylu grunge’owym. Koncert promujący płytę odbył się w warszawskim klubie „Tango”, następnie wyruszył w ogólnopolską trasę koncertową. Album zyskał średnie recenzje i przeszedł bez echa, nie odnosząc większego sukcesu, sam zespół przestał regularnie koncertować.
Na skutek nieporozumień w zespole, 1 września 1996 roku grupę opuścił jej założyciel, Jakub Płucisz. Od tego czasu Ira sporadycznie koncertowała w składzie wzbogaconym o Piotra Łukaszewskiego. 19 lipca do zespołu zaproszono Jacka Owczarka z wrocławskiego zespołu Extravaganza. Ostatecznie muzycy oficjalnie ogłosili zawieszenie działalności, po czym muzycy Iry imali się różnych prac dorywczych, by się utrzymać, a także angażowali się muzycznie w projekty innych artystów. Gadowski rozpoczął muzyczną karierę solową.
W maju 1998 roku Płucisz, Gadowski, Sujka i Owczarek oraz gitarzysta Tomasz Czyżewski na zaproszenie Owsiaka wystąpili w USA na festiwalu Polonijnym w Chicago dla WOŚP, ponadto zagrali koncerty w klubach w Nowym Jorku i New Jersey. 25 czerwca 1998 roku Gadowski wraz z zespołem wystąpił na 33. KFPP w Opolu, gdzie zaprezentował piosenki „Na kredyt” i „Szczęśliwego Nowego Jorku”. 6 września wykonali w programie MDM po godzinach akustyczną wersję Inwokacji. W 2000 roku Gadowski, Sujka i Owczarek ponownie wylecieli do USA, tym razem w celach zarobkowych – Sujka i Gadowski zatrudnili się jako malarze pokojowi, a Owczarek dorabiał jako szklarz. W wolnych chwilach ćwiczyli stary repertuar Iry i pisali nowe piosenki. Łukaszewski w tym czasie założył studio nagrań i zespół KarmaComa.

### 2001–2006: Reaktywacja,Tu i teraz,Ogień,Live 15-lecie
Podczas pobytu w USA Sujka, Owczarek oraz Gadowski ćwiczyli stary repertuar zespołu i pisali nowe piosenki. Latem 2001 roku do grupy dołączył gitarzysta Tomasz Ciastko, a wkrótce po tym zespół zaczął koncertować po kraju jako Artur Gadowski i Ira. Po powrocie do Polski wyruszyli w trasę pod hasłem „Wracamy!”, a jesienią 2001 roku przystąpili do pracy nad kolejną płytą, którą tym razem realizowali w Studiu im. Winicjusza Chrósta i Elektra Studio w Sulejówku. W nagraniach brali udział z nowym gitarzystą Iry, Zbigniewem Suskim. 21 marca 2002 roku wystąpili na „Zjeździe gwiazd” w warszawskiej „Stodole”. W kolejnych tygodniach zagrali własne koncerty w całym kraju. 25 kwietnia wydai singel z piosenką „Mocny”, z którą 9 maja 2002 roku wystąpili w konkursie Premiery na 39. KFPP w Opolu. 13 lipca w Żywcu miał miejsce pierwszy oficjalny zlot fanów Iry po reaktywacji grupy. Pięć dni później ukazał się drugi singel z piosenką „Bez ciebie znikam”. 12 sierpnia 2002 roku ukazała się płyta pt. Tu i teraz, która miała spokojniejsze brzmienie w porównaniu do poprzednich płyt zespołu. Po wydaniu albumu Ira odbyła ogólnopolską trasę koncertową. 15 grudnia byli muzycznym gościem jednego z odcinków programu Szansa na sukces.
Na początku 2003 roku zespół opuścił Zbigniew Suski, a nowymi gitarzystami grupy zostali Sebastian Piekarek, Maciej Gładysz i Marcin Bracichowicz. W lutym zespół został nominowany do nagrody Fryderyk w kategorii „Album roku rock”. W maju Gadowski z zespołem gościnnie wystąpili na debiutanckiej płycie Eweliny Flinty, śpiewając z nią w duecie utwór z repertuaru Iry „Nadzieja”. W utworze gościnnie na gitarze zagrał Piotr Łukaszewski. 20 lipca w Zawierciu odbył się kolejny zlot fanów zespołu. 25 września 2003 roku Ira zagrała koncert jubileuszowy z okazji 15-lecia istnienia zespołu w radomskim „Amfiteatrze”; w trakcie wydarzenia wykonali swoje największe przeboje oraz nowe utwory, które były przygotowywane na nową płytę, a także covery: „Highway to Hell” AC/DC, „Oni zaraz przyjdą tu” Breakoutu oraz „Venus” zespołu Shocking Blue. Na koncercie pojawiło się ok. 6-8 tysięcy fanów. 15 i 16 listopada Ira wystąpiła jako support przed zespołem Def Leppard w katowickim Spodku oraz na warszawskim Torwarze.
2 lutego 2004 zrealizowała w Gliwicach teledysk do piosenki „Ikar”, przy którego kręceniu byli obecni fani z fan clubu „FC Mocni”. Singel „Ikar” ukazał się 8 marca 2004. 29 marca ukazała się kolejna płyta Iry pt. Ogień, na której zespół powrócił brzmieniem do swych rockowych początków. Jeszcze przed wydaniem płyty odbyli promocyjną trasę koncertową, po wydaniu albumu odbyli kolejne tournée. 21 czerwca ukazał się drugi singel z płyty, zawierający balladę „Nie ma niepotrzebnych”. 30 lipca w Toruniu miał miejsce kolejny oficjalny zlot fanów zespołu. 20 sierpnia Gadowski wystąpił z utworem Czesława Niemena „Włóczęga” na festiwalu w Sopocie. 9 października Ira ponownie wystąpiła w koncercie „Kotan Day” w Warszawie, a piosenka „Nie ma niepotrzebnych” stała się oficjalnym hymnem tego wydarzenia. 18 października premierę miał kolejny singel, na który wybrano cover „Venus”, który zarazem jest zapowiedzią płyty Live z okazji 15-lecia zespołu. 22 listopada 2004 ukazał się album z zapisem jubileuszowego koncertu, wydawnictwo zawierało dwie płyty CD oraz jedną DVD. W grudniu 2004 Ira zagrała na imprezie sylwestrowej w Radomiu.
9 stycznia 2005 roku Ira wystąpiła na koncercie WOŚP. W czerwcu 2005 zespół opuścili Sebastian Piekarek oraz Maciej Gładysz, których miejsce zajął Piotr Konca. Po zdobyciu przez polskie siatkarki tytułu mistrzyń Europy Artur Gadowski wraz z zespołem skomponowali dla nich nową wersję piosenki „Ona jest ze snu”, a kilka wersji tej piosenki zostało wykorzystanych w reportażu TVP „Złoty Sen”. 6 sierpnia w Sławie odbył się kolejny zlot fanów zespołu. 18 października Gadowski przeszedł pomyślnie operację tarczycy. W czasie, gdy wokalista przechodził rekonwalescencję, zespół komponował utwory na nową płytę.
W 2006 roku zespół zagrał kolejne koncerty w Polsce, poza tym wystąpił też m.in. na finale WOŚP, podczas trasy Lato z Radiem, na festiwalu „Union of Rock” w Węgorzewie, w koncercie „Kotan Day” poświęconym pamięci Marka Kotańskiego oraz jako gwiazda wieczoru – na festiwalu „GISO Rock Festival” na stadionie w Dębnie. 14 października w krakowskim klubie „Studio” zespół świętował swoje 18. urodziny, a na scenie gościnnie wystąpili Ewelina Flinta i wcześniejsi gitarzyści: Maciej Gładysz i Sebastian Piekarek z utworzonym zespołem Seba. 11 listopada Ira zagrała z zespołem Püdelsi oraz Kobranocką podczas koncertu „Wolność nie jedno ma imię”, który odbył się w Krakowie, a 25 listopada wystąpiła na Międzynarodowym Festiwalu Camerimage w Łodzi. Ira zakończyła rok sylwestrowym koncertem w Rzeszowie.

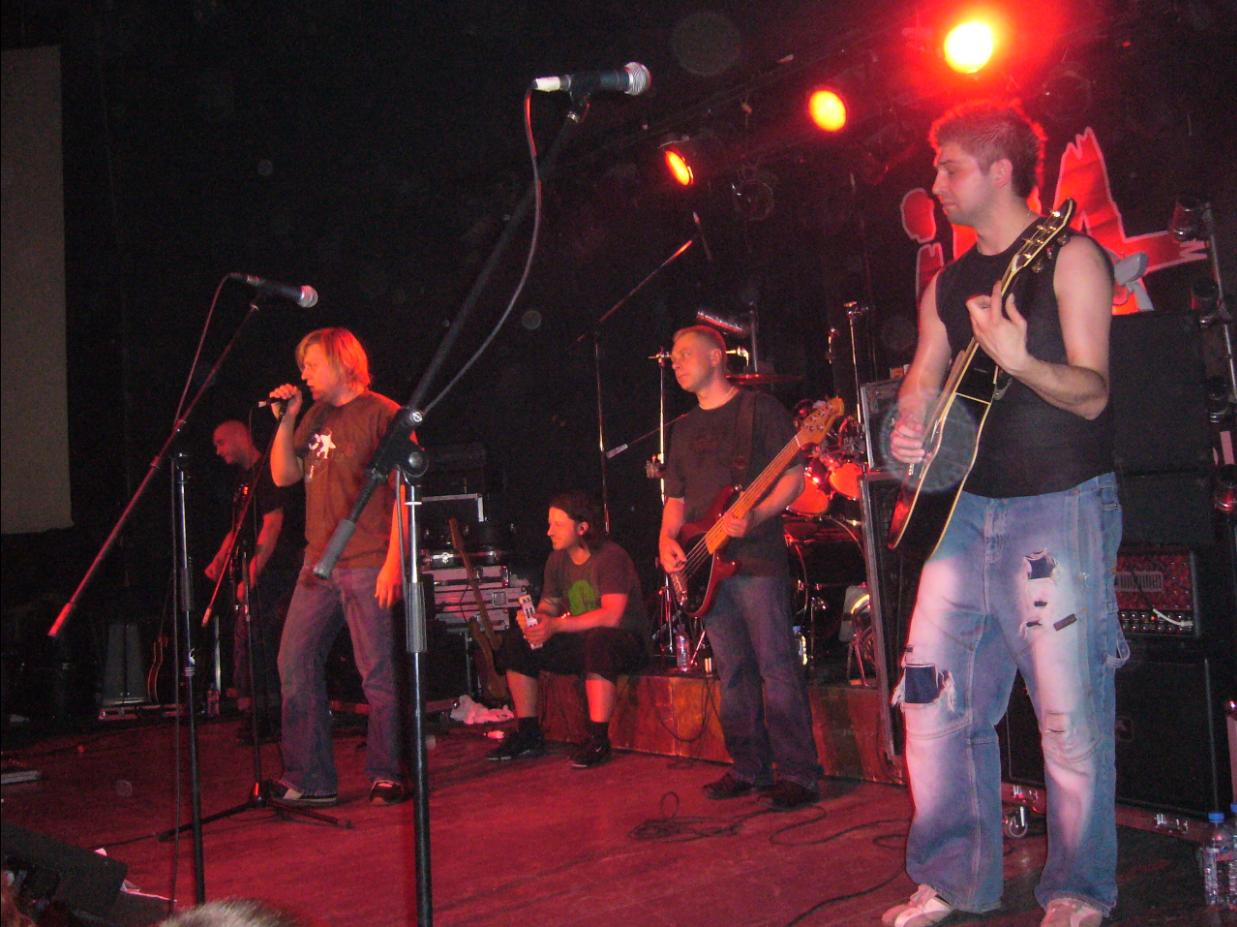
Trasa Ogień. Koncert w krakowskim klubie „Rotunda” w 2006

### 2007–2008:Londyn 08:15
Od 22 stycznia 2007 roku intensywnie pracowali nad materiałem na nową płytę, która była nagrywana w radomskim studiu „K & K Studio”. 21 kwietnia zagrali koncert podczas imprezy „Bieg ulicą Piotrkowską” w Łodzi. 5 maja zagrali na Majówce 2007 na Polach Marsowych we Wrocławiu, a 23 maja w Warszawie nakręcili teledysk do piosenki „Trochę wolniej”, która była pierwszym singlem promującym ich kolejną płytę. 1 czerwca zagrali koncert na szczycie 90-metrowego płonącego wieżowca we Wrocławiu. Koncert odbył się pod hasłem „Rock kruszy mury”, a jego organizatorem było Radio Wrocław. Po koncercie najwyższy budynek na Dolnym Śląsku przestał istnieć. 1 sierpnia wystąpili z piosenką „Nadzieja” na koncercie charytatywnym „Nadzieja to my” w Częstochowie. 11 sierpnia w Dąbrowie Górniczej odbył się kolejny oficjalny zlot fanów Iry.

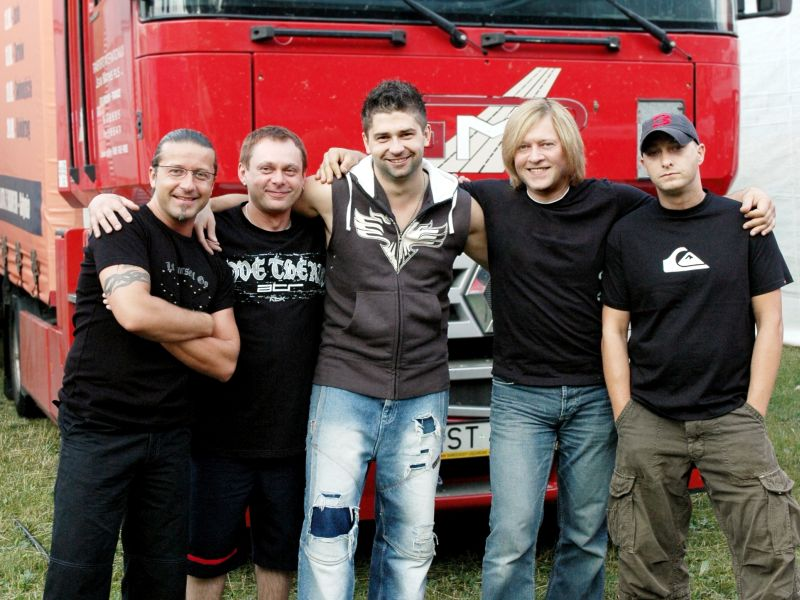
Członkowie zespołu w 2007 roku

W tym czasie muzycy podpisali umowę z wytwórnią fonograficzną Ql Music, która 31 sierpnia wydała płytę Londyn 08:15. Album ma zdecydowanie lżejsze brzmienie w porównaniu do ostatniej płyty, ale mimo to utrzymany jest w melodyjnym rockowym klimacie. Po trzech dniach od premiery album był najlepiej sprzedawaną płytą w Empikach. 19 października zagrali koncert na Muzycznej Scenie Empiku w Warszawie, na którym zaprezentowali 14 utworów, w tym utwory z najnowszej płyty: „Gdyby tak”, „Głaz”, „Trochę wolniej” oraz „Czy nie ma już nic?”. 22 października odbyła się premiera drugiego singla, na który wybrano tytułowy „Londyn 08:15”.

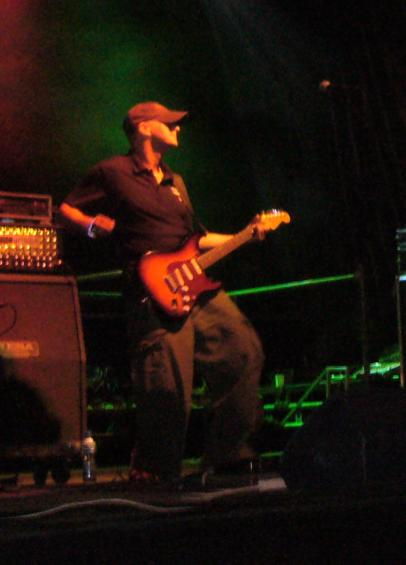
Gitarzysta grupy Marcin Bracichowicz podczas koncertu w 2007

Rok 2008 rozpoczęli występem podczas finału WOŚP w Myszkowie, następnie 8 lutego koncertem w Zakopanem zainaugurował cykl koncertów „Żywiec na śniegu 2008”, latem zagrali szereg koncertów plenerowych, a 14 sierpnia wystąpili w koncercie „Solidarni z Gruzją”.

### 2009–2011:9
Na przełomie 2008 i 2009 roku zarejestrowali pierwsze partie na kolejną płytę. 11 stycznia 2009 roku zagrali podczas XVII Finału WOŚP w Kutnie i Kaliszu. 14 lutego z piosenką „Dobry czas” wystartowali w koncercie Piosenka dla Europy 2009, wyłaniającym utwór reprezentujący Polskę w 54. Konkursie Piosenki Eurowizji. W finale selekcji zajęli piąte miejsce na 10 finalistów. 6 marca w Bielsku-Białej rozpoczęli trasę „Ira Akustycznie”, a 7 maja wyruszyli w trasę letnią. 8 lipca wystąpili na Polskich Dniach w Kaprun. Na przełomie września i października 2009 roku miała miejsce premiera singla „To co na zawsze”, pierwszego singla z płyty 9. Album ukazał się 30 października 2009 roku, jego producentami byli Sebastian Piekarek i Marcin Trojanowicz. 17 listopada w warszawskim Hard Rock Cafe zagrali koncert inaugurujący trasę promującą płytę. 31 grudnia wystąpili w koncercie sylwestrowym w Częstochowie.
10 stycznia 2010 roku zespół wystąpił podczas XVIII Finału WOŚP w Warszawie. W styczniu radiową premierę miał utwór „Nie daj mi odejść”, będący drugim singlem z płyty pt. 9. Do piosenki został nakręcony teledysk, który ukazał się 12 lutego. Dwa dni później w warszawskim klubie Stodoła zespół zagrał akustyczny koncert walentynkowy. 20 marca w Poznaniu odbyła się inauguracja Eska Rock Tour, wspólnej trasy Iry i Carrion. 29 marca zespół wziął udział w koncercie charytatywnym „Magia marzeń” w Teatrze Polskim w Warszawie. 1 maja koncertem w Muszynie muzycy rozpoczęli serię koncertów plenerowych. 18 czerwca zagrali w koncercie na rzecz powodzian, organizowanym przez TVP w Sandomierzu, a 26 czerwca wystąpili w koncercie Siła muzyki w Zielonej Górze. W czerwcu odbyła się radiowa premiera utworu „Dlaczego nic”, trzeciego singla z płyty 9. 11 września wzięli udział w 47. KFPP w Opolu, na którym zdobyli Superjedynki w kategoriach: Zespół roku i Płyta rock oraz odebrali Superjedynke Superjedynek. We wrześniu odebrali złotą płytę za sprzedaż albumu 9, a także wydali reedycję płyty, która została wzbogacona o płytę DVD, zawierającą kilka teledysków, nagranie koncertowe i film pt. „Czym jest dla ciebie Ira?”, będący zapisem ich występu z letniej trasy koncertowej. 31 grudnia wystąpili podczas „Sylwestrowej Mocy Przebojów”, noworocznego koncertu organizowanego w Warszawie i transmitowanego przez telewizję Polsat.
9 stycznia 2011 roku wzięli udział w Finale WOŚP w Gdańsku. 12 lutego muzycy zagrali w Toruniu koncert walentynkowy. 1 maja wzięli udział w koncercie „Wracam do Was – Błogosławiony Jan Paweł II”, a dzień później koncertem w Nędzy zapoczątkowali letnią trasę koncertową. 3 lipca wzięli udział w koncercie „Lato Zet i Dwójki”. 12 października brali udział w gali RMF FM z okazji 10. urodzin Poplisty, z tej okazji nagrał nową wersję piosenki „Dlaczego nic”.

### 2012–2015:X,Ira The Best of Akustycznie
12 lutego 2012 roku koncertem w Skrzyszowie rozpoczęli jubileuszową, ogólnopolską trasę koncertową pt. „25 Lat Tour”. Pierwszą turę koncertów zakończyli 20 kwietnia 2012 roku w radomskiej „Strefie G2”. Następnie świętowali 25-lecie istnienia zespołu, grając szereg koncertów plenerowych. W tym czasie rozpoczęli pracę nad kolejną płytą, a proces tworzenia albumu utrudniał konflikt muzyków z Marcinem Bracichowiczem. Album zapowiadali singlami „Taki sam” i „Szczęśliwa”. Po koncertach plenerowych ruszyli w drugą część jubileuszowej trasy, którą zakończyli 17 lutego 2013 roku koncertem w Lublinie. 16 kwietnia 2013 wydali płytę pt. X. 19 czerwca wystąpili jako support przed koncertem zespołu Bon Jovi w PGE Arenie w Gdańsku. Jesienią rozpoczęli trasę koncertową promującą płytę X.
1 października 2014 roku ruszyli w jesienną trasę Ira The Best of Akustycznie, podczas której wykonali swoje przeboje w wersji akustycznej z towarzyszeniem kameralnej orkiestry symfonicznej, a także premierowy utwór „Miłość”. W trakcie jednego z koncertów zarejestrowali występy, a materiał ukazał się w 25 listopada w formie albumu koncertowego pt. Akustycznie. 1 września 2015 zespół opuścił Marcin Bracichowicz, a jego miejsce zajął Sebastian Piekarek.

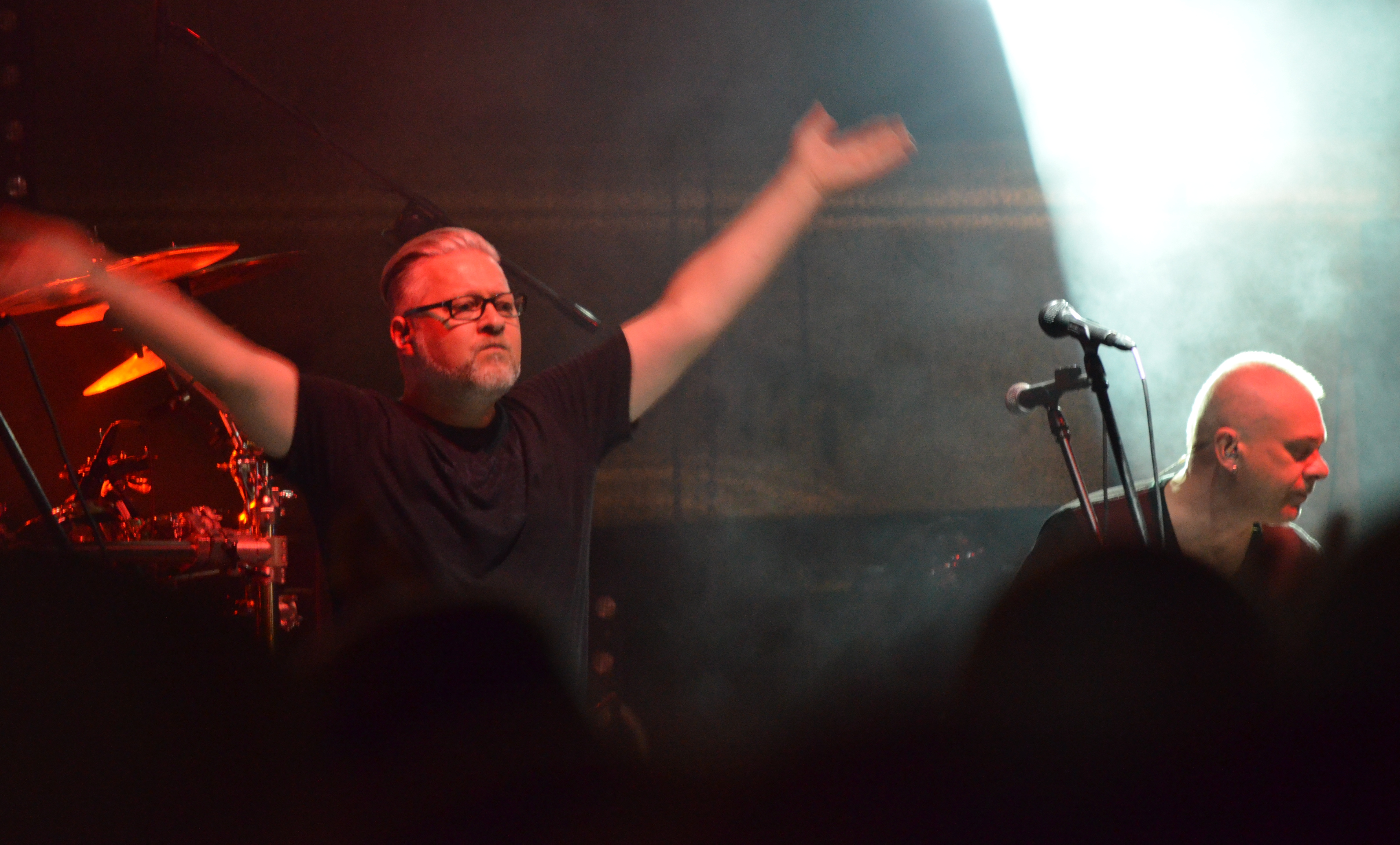
Od lewej: Artur Gadowski, Piotr Sujka, koncert zespołu w 2015

### Od 2016:My, Jutro
W styczniu 2016 roku za Akustycznie odebrali złotą płytę. W maju wydali jedenasty album studyjny pt. My, który promowali m.in. singlem „Wybacz”. Za singiel odebrali certyfikat podwójnej platynowej płyty, z kolei sam album uzyskał status złotej płyty.
W lutym 2021 r. zespół wydał singiel „Zimowa”, który zapowiada płytę pt. Jutro. Album zawiera premierowe utwory, a także te, które grupa wydała jako single w 2020 – „W górę patrz” „Za późno już”, „Chciałbym”.
W kwietniu 2022 roku wraz z ukraińską grupą Okean Elzy i Stokłosa Collective Orchestra nagrali utwór «Obejmij mnie/Обійми» - oryginał zarejestrowany został w 2013 roku na albumie «Земля» (Ziemia). 16 lipca 2022 roku wystąpił na festiwalu w Jarocinie, gdzie zagrał m.in. "Mój dom" z Kubą Płuciszem.

## Brzmienie zespołu
W początkowej fazie istnienia zespołu Ira słychać wpływ oraz fascynację zespołami, takimi jak Bon Jovi czy Mötley Crüe. Sami muzycy często w wywiadach podkreślali, że w tamtych czasach muzyka z debiutanckiej płyty nie była zbyt popularna, bo słuchano wtedy głównie punka lub undergroundu. W grudniu 1989 roku zespół wydał debiutancką płytę, która zawierała zbiór piosenek inspirowanych komercyjną odmianą amerykańskiego heavy metalu znaną np. z twórczości Bon Jovi. Album nie odniósł żadnego spektakularnego sukcesu, cechowała go dość amatorska produkcja oraz realizacja.
W czerwcu 1991 roku zespół wydał album Mój dom, który był zupełnie inny stylistycznie od debiutu. W brzmieniu słuchać inspirację m.in. Guns N’ Roses. Poprzez połączenie melodyjnego rock’n’rolla z amerykańskim rockiem oraz hard rockiem Ira wypracowała własny, charakterystyczny styl. Album cechuje duża różnorodność, od utworów brzmiących niemalże heavymetalowo po klasyczne rockowe ballady. Wkład w to miał gitarzysta grupy Piotr Łukaszewski, który wprowadził zespół w najnowszy styl techniki nagrywania. Trzeci album zespołu pt. 1993 nie przyniósł radykalnej zmiany stylu, brzmienie utworów stało się nieco cięższe w porównaniu do poprzedniej płyty, a utwory były ciekawiej rozbudowane. Podobnie jak na płycie Mój dom, także i na tym albumie utwory cechuje duża różnorodność: od heavy metalowo brzmiącego „Szatana” skończywszy na rockowej balladzie „Wiara” połączonej z dźwiękami fortepianu.
Czwarty album grupy pt. Znamię przyniósł radykalną zmianę; zespół odszedł od dotychczasowego stylu, a utwory zyskały na ciężkości oraz drapieżności, zahaczając brzmieniem o thrash metal oraz hardcore. Zespół zrezygnował także z klasycznych rockowych ballad. W muzyce zespołu widać było fascynację zespołami, takimi jak Led Zeppelin, Biohazard czy Metallica. Płyta Ogrody wydana we wrześniu 1995 roku była próbą powrotu do sprawdzonych rozwiązań z albumu Mój dom. Utwory stały się bardziej melodyjne, powróciły także klasyczne rockowe ballady. Płyta jednak sprzedawała się dość słabo, nie było na niej wyrazistych przebojów.
Wydana w 2002 roku płyta pt. Tu i teraz uznawana jest za najlżejszą płytę w historii Iry, a utwory utrzymane są w stylu popowym z melodyjnym rockiem. Płyta Ogień z 2004 roku była zwrotem w stronę muzycznych korzeni zespołu – utwory zawierały mocne gitarowe, niemalże hardrockowe brzmienie, dzięki czemu zyskały na ciężkości brzmienia. Pojawiły się też ballady, z których zespół zasłynął w pierwszej połowie lat 90. Po raz pierwszy w historii grupy ich płyta została nagrana z udziałem trzech gitarzystów. Utwory z płyty miały powodzenie na listach przebojów, a sama płyta zebrała pochlebne recenzje i cieszyła się dużą popularnością. Utwór „Parę chwil” był utworem przewodnim serialu Egzamin z życia, a ballada Nie ma niepotrzebnych stała się oficjalnym hymnem akcji Kotan Day 2004.
Po trzech latach przerwy zespół wydał album pt. Londyn 08:15, na którym brzmienie ponownie zostało złagodzone, a utwory zawarte na albumie były różnorodne. Zespół ponownie odszedł od mocnego brzmienia na rzecz utworów bliższych brzmieniu z kręgu pop oraz pop-rock. Album wzbudził mieszane uczucia wśród fanów: jedni zarzucali grupie komercjalizację, drudzy byli zadowoleni z płyty.

## Muzycy
| Skład     | Skład                                                      |
| --------- | ---------------------------------------------------------- |
| 1987      | Gadowski, Płucisz, Grudzień, Wawrzeńczyk, Owczarek         |
| 1988      | Gadowski, Płucisz, Grudzień, Bracichowicz, Owczarek        |
| 1989      | Gadowski, Płucisz, Sujka, Zarychta, Owczarek               |
| 1990      | Gadowski, Płucisz, Matracki, Sujka, Zarychta, Owczarek     |
| 1991–1996 | Gadowski, Płucisz, Łukaszewski, Sujka, Owczarek            |
| 2001      | Gadowski, Ciastko, Sujka, Owczarek                         |
| 2001–2003 | Gadowski, Suski, Sujka, Owczarek                           |
| 2003–2005 | Gadowski, Sujka, Owczarek, Bracichowicz, Piekarek, Gładysz |
| 2005–2015 | Gadowski, Sujka, Owczarek, Bracichowicz, Konca             |
| 2015–     | Gadowski, Sujka, Owczarek, Piekarek, Konca                 |

### Obecny skład zespołu
- Artur Gadowski – śpiew (1987–1996, od 2001), gitara elektryczna (1987, 2001)
- Piotr Sujka – gitara basowa (1989–1996, od 2001)
- Wojciech Owczarek – perkusja (1987–1996, od 2001)
- Piotr Konca – gitara elektryczna (od 2005)
- Sebastian Piekarek – gitara elektryczna (2003–2005, od 2015)

### Byli członkowie zespołu
- Kuba Płucisz – gitara elektryczna (1987–1996, gościnnie 2022, 2023)
- Grzegorz Wawrzeńczyk[a][9] – instrumenty klawiszowe (1987–1988)
- Dariusz Grudzień – gitara basowa (1987–1989)
- Tomasz Bracichowicz – instrumenty klawiszowe (1988–1989)
- Jarosław Zarychta – instrumenty klawiszowe (1989–1991)
- Paweł Matracki – gitara elektryczna (1990–1991)
- Piotr Łukaszewski – gitara elektryczna (1991–1996)
- Zbigniew Suski – gitara elektryczna (2001–2003)
- Maciej Gładysz – gitara elektryczna (2003–2005)
- Marcin Bracichowicz – gitara elektryczna (2003–2015)

### Muzycy koncertowi
- Tomasz Czyżewski – gitara elektryczna (1992, 1993,1998)
- Tomasz Ciastko – gitara elektryczna (2001)
- Marcin Trojanowicz – instrumenty klawiszowe, akordeon (okazjonalnie od 2009)[94]
- Wojciech Gadaszewski – instrumenty klawiszowe (koncerty akustyczne 2022)

Linia czasu

## Dyskografia

### Albumy studyjne
- Ira (1989)
- Mój dom (1991)
- 1993 rok (1993)
- Znamię (1994)
- Ogrody (1995)
- Tu i teraz (2002)
- Ogień (2004)
- Londyn 08:15 (2007)
- 9 (2009)
- X (2013)
- My (2016)
- Jutro (2021)

## Nagrody i wyróżnienia
- 1988 – Wyróżnienie podczas występu na „OMPP” w Łodzi
- 1988 – Wyróżnienie „CCCP” na Festiwal „POK W MUP” w Jarosławiu
- 1988 – Laureat „złotej dziesiątki” podczas OMPP we Wrocławiu
- 1988 – Wyróżnienie za utwór Zostań tu podczas występu na Festiwalu w Opolu
- 1988 – Główna nagroda podczas występu na „Prezentacja-Estrada 88”. Odebranie nagrody z rąk prof. A. Bardiniego
- 1992 – Podsumowanie plebiscytu „Brum-Top”. Ira znalazła się w trójce najlepszych kapel
- 1993 – „Srebrna płyta” i zajęcie drugiego miejsca w plebiscycie „OTTO 92”
- 1993 – drugie miejsce w kategorii „Najlepsza płyta gitarowa – Rock” w podsumowaniu plebiscytu magazynu Gitara i bas (płyta 1993 rok)
- 1994 – czwarte miejsce w kategorii „Najlepsza płyta gitarowa – Rock” w podsumowaniu plebiscytu magazynu Gitara i bas (płyta Znamię)
- 2002 – Nominacja do nagrody Fryderyki 2002 w kategorii Album Roku – Rock za płytę Tu i teraz
- 2002 – Nominacja do nagrody „Polskie Internetowe Nagrody Muzyczne 2002” w kategorii „Płyta roku”, „Przebój”, „Wokalista”, „Zespół”
- 2004 – Nominacja do nagrody Fryderyki 2004 w kategorii Album Roku – Rock za płytę Ogień
- 2005 – Teledysk do utworu Parę chwil nominowany do najlepszej 10 teledysków 2005 roku przez portal interia.pl
- 2007 – Album Londyn 08:15 zajął 10. miejsce w kategorii „Płyta Roku” w zestawieniu miesięcznika Teraz Rock
- 2008 – Nominacja do nagrody Superjedynki 2008 w kategoriach: „Zespół roku”, „Przebój roku” oraz „Płyta roku”
- 2010 – trzecie miejsce w konkursie o Polski Hit Lata na Bydgoszcz Hit Festiwal 2010 z piosenką Dlaczego nic
- 2010 – Wygrana w Opolu Superjedynek w kategorii zespół rock i płyta rock oraz Superjedynki Superjedynek[95]
- 2015 – Wygrana w Opolu w konkursie Superpremier.

## Interpretacje
W repertuarze grupy Ira znajduje się 12 coverów różnych wykonawców, którzy inspirowali zespół. Jednym z pierwszych coverów, jaki zespół zaczął grać, był utwór „Rock and Roll All Nite” z repertuaru grupy Kiss. Ostatni raz na żywo został wykonany przez Irę w 2002 roku na festiwalu „Silmarile – Klejnoty Polskiego Rocka”. Podczas koncertów w latach 1991–1993 muzycy regularnie grali „Knockin' on Heaven’s Door” Boba Dylana, „Hey Joe” Jimiego Hendriksa, „Honky Tonk Woman” Rolling Stonesów, „Come Together” Beatlesów i „Highway to Hell” AC/DC. Zespół często grał także „Matyldę” grupy Test oraz „Oni zaraz przyjdą tu” Breakoutu.
Podczas koncertów solowych, w 2000 i 2001 roku Artur Gadowski często wykonywał utwór grupy Pink Floyd „Wish You Were Here”. Od 2003 roku na koncertach grany jest cover „Venus” grupy Shocking Blue. Parę razy sporadycznie pojawił się także utwór Dylana „Knockin' on Heaven’s Door”. Od 2005 roku zespół wznowił na swych koncertach granie „Come Together” i „Highway to Hell”. W ich repertuarze pojawił się także cover utworu Lenny’ego Kravitza „Fly Away”, lecz jest on sporadycznie grany na koncertach. Często pojawia się także „Autobiografia” Perfectu.

## Trasy koncertowe
| Czas trwania                                              | Promocja albumu | Opis trasy                                                  |
| --------------------------------------------------------- | --------------- | ----------------------------------------------------------- |
| listopad 1987 – styczeń 1988                              | –               | Pierwsze koncerty zespołu                                   |
| kwiecień – czerwiec 1988                                  | –               | Koncerty zespołu na różnego rodzaju przeglądach             |
| grudzień 1988                                             | –               | Trasa zespołu po ZSRR . Koncerty w Moskwie, Kownie i Wilnie |
| styczeń – luty 1990                                       | Ira             | Koncerty promujące debiutancką płytę. Trasa po Polsce       |
| kwiecień – maj 1990                                       | Ira             | Trasa promująca płytę po ZSRR                               |
| czerwiec – lipiec 1991                                    | Mój dom         | Trasa odwołana                                              |
| lipiec – wrzesień 1991                                    | Mój dom         | Nieoficjalna trasa promująca płytę Mój dom                  |
| styczeń – maj 1992                                        | Mój dom         | Oficjalna trasa promująca płytę Mój dom                     |
| lipiec – listopad 1992                                    |                 |                                                             |
| Trasa koncertowa / klubowa                                |                 |                                                             |
| 3 stycznia – 20 stycznia 1993                             | WOŚP            | Trasa koncertowa wspólnie z Proletaryatem oraz Kobranocką   |
| 10 maja – czerwiec 1993                                   | 1993 rok        | Trasa koncertowa promująca płytę 1993 rok (60 koncertów)    |
| lipiec – sierpień 1993                                    | 1993 rok        | Letnia trasa koncertowa                                     |
| październik – grudzień 1993                               |                 |                                                             |
| Klubowa trasa koncertowa (Zarejestrowanie płyty Ira Live) |                 |                                                             |
| styczeń – luty 1994                                       | Ira Live        | Oficjalna trasa klubowa promująca płytę Ira Live            |
| kwiecień – maj 1994                                       |                 |                                                             |
| Letnia trasa koncertowa                                   |                 |                                                             |
| 1 września – październik 1994                             | Znamię          | Oficjalna trasa koncertowa promująca płytę Znamię           |
| ? – maj 1995                                              | –               | Letnia trasa koncertowa                                     |
| sierpień 1995                                             | –               | Trasa przedpremierowa (3 koncerty)                          |
| 28 września – październik 1995                            | Ogrody          | Oficjalna trasa koncertowa Ogrody                           |
| maj 1998                                                  | –               | Trasa koncertowa po USA                                     |
| luty 2001                                                 | –               | Trasa koncertowa po USA                                     |
| październik 2001                                          | –               | Trasa koncertowa po Kanadzie                                |
| 18 stycznia – 28 lutego 2002                              | –               | Trasa koncertowa pt. „Wracamy”                              |
| czerwiec – sierpień 2002                                  | –               | Letnie trasa koncertowa                                     |
| 6 października – 31 grudnia 2002                          | Tu i teraz      | Oficjalna trasa koncertowa promująca płytę Tu i teraz       |
| 2 maja – 31 maja 2003                                     | Tu i teraz      | „Majowa trasa” (21 koncertów)                               |
| 1 czerwca – 31 sierpnia 2003                              | –               | „Letnia trasa koncertowa”                                   |
| 10 marca – 30 marca 2004                                  | –               | „Trasa przedpremierowa”                                     |
| 1 maja – wrzesień 2004                                    | Ogień           | Trasa koncertowa promująca płytę Ogień                      |
| 14 października – 19 listopada 2004                       | Ogień           | Trasa klubowa                                               |
| 1 marca – 17 kwietnia 2005                                | –               | Trasa klubowa                                               |
| 30 kwietnia – lipiec 2005                                 | –               | Letnia trasa plenerowa                                      |
| 3 maja – sierpień 2006                                    | –               | Letnia trasa plenerowa                                      |
| 5 października – 25 listopada 2007                        | Londyn 08:15    | Oficjalna trasa koncertowa promująca płytę Londyn 08:15     |
| 8 lutego – 22 lutego 2008                                 | –               | Trasa koncertowa „Z Żywcem”                                 |
| 6 marca – 26 kwietnia 2009                                | –               | Trasa koncertowa „Ira Akustycznie”                          |
| 12 lutego – 20 kwietnia 2012                              | –               | Trasa koncertowa jubileuszowa „25 Lat”                      |
| 20 października 2012 – 17 lutego 2013                     | –               | Trasa koncertowa jubileuszowa „25 Lat”                      |
| 1 października – 12 grudnia 2014                          | Akustycznie     | Trasa koncertowa „Ira Akustycznie”                          |